# 小果鹧鸪花
小果鹧鸪花（学名：Trichilia connaroides var. microcarpa）为楝科鹧鸪花属下的一个变种。

## 扩展阅读
- 維基物種上的相關：小果鹧鸪花